# Synagoga Dawida Moszkowicza i Wolfa Mostowicza w Łodzi
Synagoga Dawida Moszkowicza i Wolfa Mostowicza w Łodzi – prywatny dom modlitwy znajdujący się w Łodzi przy ulicy Juliusza 3.
Synagoga została zbudowana w 1897 roku z inicjatywy Dawida Moszkowicza i Wolfa Mostowicza. Mogła ona pomieścić 31 osób. Podczas II wojny światowej hitlerowcy zdewastowali synagogę.